# Белоусов, Николай Степанович
Николай Степанович Белоусов (21 июня 1918, Переваев, Астраханская губерния — 24 ноября 1983, Тульская область) — советский театральный актёр, народный артист РСФСР.

## Биография
Родился 21 июня 1918 года на хуторе Переваев (ныне посёлок Степана Разина) Царёвского уезда Астраханской губернии в многодетной семье. Когда Николаю исполнилось 15 лет, семья переехала на жительство в Сталинград. Вскоре его отец погиб под колёсами автомобиля, а мать стала инвалидом.
Поступил в учительский институт и занимался в драматическом коллективе Дома культуры при заводе «Баррикады».
Был призван в армию, перед войной — начальник библиотеки и руководитель художественной самодеятельности 44-го стрелкового полка, размещённого в Брестской крепости.
Участвовал в обороне северо-западной части цитадели крепости. 26 июня 1941 года попал в плен. Находился в лагере близ Бяла-Подляски в Польше. В 1942 году совершил неудачный побег. В следующий раз совершил побег уже в 1944 году из лагеря военнопленных рядом с Краковом. В рядах армии принимал участие в освобождении Варшавы, штурме Берлина. Войну закончил на Эльбе.
По возвращении из рядов вооружённых сил поступил на службу в Астраханский драматический театр, где проработал до 1953 года. После чего провёл один сезон в театре Калужской драмы.
С 1954 по 1967 — Орловский драмтеатр, где также был его директором.
В 1967—1983 годах — актёр Тульского театра драмы.
Занимался концертной деятельностью, театралам хорошо известны его программы «Героические годы», «Поэзия и проза разных лет», «Пятидесятилетию СССР посвящается…» и пр.
Скончался 24 ноября 1983 года во время концерта в Туле. Похоронен на городском Смоленском кладбище. В 1998 году на доме, где жил актёр (ул. Мориса Тореза, 14) была установлена памятная доска.

## Награды и признание
- Орден Красной Звезды
- Медаль «За отвагу»
- Медаль «За освобождение Варшавы»
- Медаль «За взятие Берлина»
- Медаль «За победу над Германией»
- Заслуженный артист РСФСР (13 октября 1960)
- Народный артист РСФСР (7 августа 1965)